# Браак, Менно тер
Менно тер Браак (нидерл. Menno ter Braak; 26 января 1902 — 14 мая 1940) — голландский писатель-модернист и литературный критик.

## Биография
Тер Браак родился в Эйбергене (провинция Гелдерланд) и вырос в городке Тил, где прославился тем, что безупречно учился и отличался незаурядными умственными способностями. Он поступил в Амстердамский университет, где занимался голландским языком и историей. Будучи студентом он много времени уделял студенческому журналу Propria Cures, а также самостоятельно изучал кинематографию (в те времена малораспространенную дисциплину).
Менно тер Браак основал Filmliga (Лига Кино), организацию, которая занималась мультипликационным кино. Он защитил докторскую диссертацию о средневековом императоре Оттон III, и некоторое время работал учителем в различных общеобразовательных школах.
В 1932 году Менно тер Браак, вместе с Эдгаром дю Перроном и Морисом Роланом, учредили литературный журнал Forum, который впоследствии стал одним из самых влиятельных литературных периодических изданий на голландском языке в тридцатых годах XX века. Журнал был элитарным изданием, обеспечивающим высочайший культурный уровень дискурса и литературной критики. Слоганом журнала было Vent boven vorm, что в грубом переводе означало личность превыше формы.
В 1933 году Менно тер Браак, который тогда уже жил в Гааге, устроился в голландскую либеральную газету Het Vaderland (рус. Отечество) в качестве литературного редактора. Он был одним из первых литераторов, кто прочувствовал угрозу надвигающегося нацизма. В эти же годы он учреждает так называемый «Het Comité van Waakzaamheid» (рус. Комитет бдительности). Публике он был известен благодаря своим многочисленным эссе о европейской культуре и политике, и их взаимодействии. Определённое влияние на его стиль оказал Ницше.
Менно тер Браак был прирождённым полемистом, среди его оппонентов были люди диаметрально противоположных взглядов. К концу жизни он успел пополемизировать, иногда во враждебных тонах, с теми, кто позиционировал себя представителями как он их называл «мутных общностей», таких как католицизм, либеральный гуманизм, марксизм, фашизм.

### Самоубийство
Под конец жизни Браак принимал всё большее участие в голландском антифашистском движении. Когда в сентябре 1939 года разразилась Вторая мировая война, он впал в глубокую депрессию. Через четыре дня после вторжения Нацистской Германии в Голландию, 14 мая 1940 года, он предпринял неудачную попытку улететь в Англию, а затем совершил самоубийство, приняв снотворное и сделав себе инъекцию яда. Он умер в день, когда Люфтваффе осуществили ковровую бомбёжку Роттердама.
Его влияние было велико и оставалось таковым вплоть до 1950-х годов. В 50-е же годы его влияние стало снижаться, но некоторые литературные издания, в частности Libertinage и Tirade продолжали сохранять верность многим идеям Браака.
Именем Браака названо несколько учебных заведений, в том числе школа в его родном городе Эйбергене.